# Тач-регбі
Тач-регбі (англ. Touch rugby — від англ. touch — «дотик») — командний вид спорту, різновид регбі. Також його нерідко іменують Touch Football чи Six Down.
Традиційно, тач-регбі — це масовий вид дозвілля в Австралії та Новій Зеландії. Гру практикують під час перебування на пляжі чи в парку, а також як повноцінну заміну фітнесу офісними працівниками після роботи. Нині цей вид спорту широко розповсюдився по світу та навіть має власний Кубок світу.
Започаткована гра у 1960-х роках уболівальниками дуже популярного в частині Австралії варіанту регбі — регбіліг. Першовідкривачі дещо модифікували правила улюбленої гри, замінивши захвати на дотики. Таким чином тач-регбі, на відміну від гри-предка не є спортом із обмеженим контактом.

## Основні правила
Головними особливостями гри є легкість опановування, мінімальні вимоги до екіпірування й можливість грати без ризику отримати травму. Як правило у грі беруть участь дві команди по 6 гравців на полі (іноді 7). У тач-регбі можуть грати гравці будь-якої статі та віку — від школярів до пенсіонерів. Змішана версія гри, в якій на полі одночасно перебувають як чоловіки так і жінки, популярна у компаніях та школах.

### Термінологія
У грі значною мірою використовується терміни регбіліг. Специфічними лиш для тач-регбі є:
- Acting Half, Dummy Half чи Just Half — гравець, що отримує м'яча після rollball
- Dump or Quickie
- Fade or Drag
- Link
- Middle
- Phantom — гравець захисту, що заявляє про дотик тоді, коли його не було. При виявленні такого факту призначається пенальті на користь команди суперника.
- Open Side
- Re-Align
- Rollball
- Ruck
- Scoop чи Scoot
- Shory Side
- Snap — оминути гравця суперника, різко змінивши напрямок руху.
- Sqeeze
- Switch чи Cut
- Touch — основна тактика захисту в грі, подібна до захвату (утримання) в основних різновидах регбі. Змушує нападника (його команду) зупинитися й поновлювати гру (rollball). Дотик виконується обома руками гравця команди, що обороняється, до будь-якої частини тіла чи одягу гравця з м'ячем чи самого м'яча. У момент дотику гравець, який його виконав, як правило вигукує «Тач», сигналізуючи таким чином про нього іншим гравцям команди-суперника та судді.
- Wing
- Wrap

### Залікові очки
Мета гри — здійснити якнайбільше спроб у заліковій зоні суперника та завадити супернику здійснити спроби у власному заліковому полі. За кожну спробу нараховується по одному заліковому очку.

### Позиції гравців
Гравців команди як правило розподіляють на 3 типи:
- 2 вінгери (краї) — правий та лівий, котрі грають поблизу бокових ліній
- 2 чи 3 центрових, які грають у середині поля
- 2 зв'язуючих, що розташовуються обабіч центрових між ними та вінгерами кожен

## Виникнення та поширення гри
Гру започатковано у 1960-х в Австралії, як «гра для всіх» та тренувальний варіант регбіліг. У ті часи гра не вважалася за окремий вид спорту. Згодом правила було формалізовано засновниками тач-регбі Бобом Дайком (англ. Bob Dyke) та Реєм Воудоном (англ. Ray Vowdon) з Юніорського клубу регбіліг (англ. Junior Rugby League Club), що у Південному Сіднеї.
Датою народження гри, як самостійного виду спорту, вважають 13 липня 1968 року, з моменту створення «South Sydney Touch Football Club». Першу офіційну гру було зіграно наприкінці 1968 року, а перші офіційні змагання, влаштовані Дайком та Воудоном, відбулися в 1969 році в сіднейському Snape Park.
Відтоді гра швидко розвинулась у цілком формалізований вид спорту. З 1975 року гра поширилася у Новій Зеландії.
У тому ж 1975 році утворилася й перша національна асоціації з тач-регбі — австралійська (Australian Touch Football Assotiation).
Поштовхом до набуття широкої популярності гри став Великий Фінал сіднейської ліги регбіліг (англ. Sydney Rugby League Grand Final) у 1977 році, коли перед переграванням учасників знадобилося заповнити паузу. Тоді офіційні особи регбіліг попросили нещодавно сформовану ATFA провести гру. Гра в присутності 40 000 глядачів посприяла тач-регбі отримати поголос у Австралії.
Іншою яскравою подію для розголосу сталося у 1978 році, коли команда Sydney Metropolitan Touch Football зіграла гру з національною збірною Англії з регбіліг. У насиченій спробами грі, австралійська команда перемогла, зробивши спробу одночасно із звучанням фінальної сирени.
Згодом гра швидко розповсюдилася по світу, особливо у південній частині Тихого океану та Великій Британії. У Кубках світу з цієї гри грають до 20 національних збірних: Австралія, Нова Зеландія, ПАР, Японія, Ліван, США, Папуа Нова Гвінея, Самоа, Англія, Італія, Острови Кука, Фіджі, Ірландія, Малайзія, Кенія, Сингапур, Тонга, Соломонові Острови, Шотландія, Уельс, Китай, Чилі, Південна Корея та Нормандські острови.